# Nissan Civilian
Nissan Civilian — штабной автобус малой вместимости, выпускаемый японским производителем Nissan с 1971 года. Является заменой модели Nissan Echo, выпускаемой с 1958 года. Конкурентами модели являются Mitsubishi Fuso Rosa, Isuzu Journey, Mazda Parkway и Toyota Coaster.

## Информация
Nissan Civilian в настоящее время продаётся под названиями Civilian и W41 или W 41. Он продается в Японии как гражданский, а также в нескольких странах Центральной и Южной Америки. Вместимость транспортного средства 26 пассажиров. Его основными конкурентами являются Mitsubishi Fuso Rosa, Toyota Coaster и Isuzu Journey. В некоторых странах автобусы Nissan Civilian встречаются очень редко. Их призваны заменить автобусы модели Nissan Echo.

## Модельный ряд
- GC240 (1966—1976).
- GC340 (1976—1982).
- W40 (1982—1991).
- W41 (с 1991).

## Двигатели
- TB45E.
- TD42.
- TD42T.
- RD28T.
- ED33.
- ED33T.
- ED35.
- ZD30DDT.
- Mitsubishi Fuso 4M50.

## Интересные факты
- Диктатор Мануэль Норьега владел одним Nissan Civilian. Это была роскошная, полностью меблированная версия с такими удобствами, как телевизор, туалет и мини - кухня.